# Apinagia treslingiana
Apinagia treslingiana là một loài thực vật có hoa trong họ Podostemaceae. Loài này được (Went) P.Royen mô tả khoa học đầu tiên năm 1951.